# Ordem de Isabel
A Imperial Ordem Austríaca de Isabel (em alemão:  Kaiserlich österreichischer Elisabeth-Orden) foi fundada em 17 de setembro de 1898 pelo imperador Francisco José I da Áustria, como a única ordem de cavalaria e de mérito exclusivamente feminina da Áustria-Hungria. Foi criada em homenagem à Santa Isabel da Hungria e da Turíngia, mas também em memória da imperatriz Isabel, a esposa falecida de Francisco José I. A Ordem foi extinta com a abolição da monarquia, em 1918. 
A Ordem era dividida em três classes: Grã-Cruz, primeira e segunda classes, e também havia uma Medalha de Isabel para mérito civil.

## História
A ordem pretendia recompensar senhoras de todas as classes, religiões e situação matrimonial por serviços prestados nas áreas da religião e de caridade. Possuía quatro classes: Grã-Cruz, 1ª classe com estrela (introduzida em 1918, três galardões no total), 1ª classe e 2ª classe - bem como uma cruz de mérito (introduzida em 1918) e uma medalha de mérito. Estes últimos não faziam parte formalmente da ordem, mas eram considerados um acréscimo a ela.
O prêmio era concedido pessoalmente pelo imperador; o destinatário recebia a insígnia da ordem e um diploma em alemão ou húngaro, assinado pessoalmente pelo imperador. Após a morte do destinatário, as insígnias da ordem deveriam ser devolvidas ao escritório da ordem.
A ordem era governada pela chancelaria da ordem, chefiada pelo chanceler e pelo tesoureiro. Na atribuição dos graus superiores, era também entregue ao cargo a insígnia do grau júnior, com exceção da cruz e da medalha de mérito. 
Durante a existência da ordem, foram atribuídos um total de 81 prémios da Grã-Cruz (dos quais eram 45 estrangeiros), 3 prémios de 1ª classe com estrela (2 estrangeiros), 332 prémios de 1ª classe (58 estrangeiros), 500 prémios de 2ª classe (38 estrangeiros). Apenas uma premiação foi concedida com a Cruz de Isabel e 208 premiações com a Medalha de Isabel (45 estrangeiros). Em ocasiões especiais, a Grã-Cruz poderia ser premiada com diamantes.
Os emblemas eram produzidos oficialmente apenas pela empresa de Viena, C. F. Rothe e Neffe. Até 1915, as insígnias da ordem eram feitas apenas de ouro.

## Emblemas da Ordem

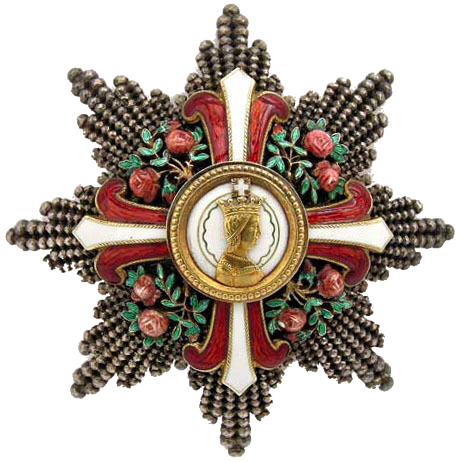
Grã-Cruz da Ordem de Isabel.

A insígnia da Grã-Cruz inclui o distintivo da ordem, a estrela do peito e a faixa.
O emblema da ordem é uma cruz dourada com pontas estilizadas em forma de flores de lírio alongadas. Cada flor consiste em três pétalas, sendo que as pétalas externas são de esmalte vermelho, e as pétalas internas são de esmalte branco. Entre as pontas da cruz estão duas flores rosas de esmalte vermelho e verde. No medalhão central da cruz sobre fundo branco há uma imagem na altura do peito à direita de Santa Isabel. O medalhão é circundado por uma ampla borda dourada com micanças. No reverso do medalhão há uma rosa dourada com o monograma “ E ” sobre fundo branco. A cruz é encimada por um laço dourado, ao qual está preso um anel de fixação de fita. O diâmetro da cruz é de 48 mm.
A estrela do peito é uma estrela prateada de oito pontas com raios facetados, sobre a qual está sobreposta a cruz da ordem sem laço de ouro. O diâmetro da estrela é 80 mm.
A fita da encomenda é de seda moiré, com laço no quadril, 66 mm de largura, branca com listras cereja nas bordas.
A insígnia da 1ª classe com estrela inclui o distintivo da ordem em laço de fita e uma estrela no peito. O distintivo de 1º grau é semelhante ao distintivo da Grã-Cruz, e a estrela do peito é semelhante à estrela da Grã-Cruz.
O sinal do 2.° grau distingue-se pelo fato de ser feito de prata e as rosas entre as pontas da cruz não serem esmaltadas.
A Cruz de Isabel é de prata, semelhante ao sinal do 2.° grau, possui tamanho um pouco menor e não possui esmalte. Já a Medalha de Isabel é uma medalha redonda de prata, em cujo anverso está a insígnia da ordem e no reverso o multigrama “ E ” sobre um fundo de rosas.

## Recipientes

### Áustria
- Gisela da Áustria, filha do imperador Francisco José I e da imperatriz Isabel
- Isabel de Croÿ, esposa de Frederico, Duque de Teschen
- Maria Anunciata da Áustria, sobrinha paterna do imperador Francisco José I
- Maria Cristina da Áustria, consorte do rei Afonso XII de Espanha
- Maria Teresa da Áustria-Este, consorte do rei Luís III da Baviera
- Maria Teresa da Áustria-Toscana, esposa de Carlos Estêvão da Áustria
- Maria Valéria da Áustria, filha do imperador Francisco José I e da imperatriz Isabel
- Sofia, Duquesa de Hohenberg, esposa de Francisco Ferdinando da Áustria-Hungria
- Irma Sztáray, dama de companhia da imperatriz Isabel
- Ida Ferenczy, dama de companhia da imperatriz Isabel
- Marie Festetics, dama de companhia da imperatriz Isabel

### Outros países
- Alexandra da Dinamarca, consorte do rei Eduardo VII do Reino Unido
- Augusta Vitória de Eslésvico-Holsácia, consorte do rei e imperador Guilherme II da Alemanha
- Branca de Espanha, esposa de Leopoldo Salvador da Áustria
- Cecília de Meclemburgo-Schwerin, esposa de Guilherme, Príncipe Herdeiro da Alemanha
- Carlota de Eschaumburgo-Lipa, consorte do rei Guilherme II de Württemberg
- Ema de Waldeck e Pyrmont, consorte do rei Guilherme III dos Países Baixos
- Irene de Hesse e Reno, esposa do príncipe Henrique da Prússia
- Maria de Meclemburgo-Schwerin, esposa do grão-duque Vladimir Alexandrovich da Rússia
- Maria de Saxe-Coburgo-Gota, consorte do rei Fernando I da Romênia
- Maria de Teck, consorte do rei Jorge V do Reino Unido
- Milena Vukotić, consorte do rei Nicolau I de Montenegro
- Estefânia da Bélgica, esposa de Rodolfo, Príncipe Herdeiro da Áustria
- Tira da Dinamarca, esposa de Ernesto Augusto, Príncipe Herdeiro de Hanôver
- Vitória de Baden, consorte do rei Gustavo V da Suécia
- Vitória Eugénia de Battenberg, consorte do rei Afonso XIII de Espanha
- Anne Weightman, filantropa do Estados Unidos
- Guilhermina dos Países Baixos, rainha reinante dos Países Baixos
- Anna Mela-Papadopoulou, enfermeira voluntária grega
- Antonie Palkovská, fundadora tcheca de Dobromila, uma associação feminina de caridade
- Vitória Luísa da Prússia, esposa de Ernesto Augusto, Duque de Brunsvique